# Heinz Amberger
Georg Philipp Heinrich „Heinz“ Amberger (* 30. März 1907 in Oberstein an der Nahe; † 24. August 1974 in Mannheim) war ein deutscher Prähistoriker.

## Leben
Als Sohn eines Chirurgen geboren, studierte Amberger nach dem Besuch eines Gymnasiums in Frankfurt am Main in Jena, Wien und Heidelberg. Während seines Studiums wurde er 1925 Mitglied der Burschenschaft Germania Jena, später wurde er 1951 auch Gründungs-Alter Herr der Burschenschaft Germania Saarbrücken. In Heidelberg wurde er 1929 Mitglied des Stahlhelms. In Wien war er Schüler des Urgeschichtsforschers Oswald Menghin. Er wurde 1930 zum Dr. phil. promoviert. Seit 1932 war er Mitarbeiter der völkischen Zeitschrift Die Sonne. 1931 bis 1934 war er Volontär am Hessischen Landesmuseum. Er gehörte der SA an, 1933 als Obertruppführer, schied dann 1934 aber aus, um sich weiter seiner Forschung zu widmen. 1935 bis 1938 war er Wissenschaftliche Hilfskraft an der Vorgeschichtlichen Abteilung des Staatlichen Museums für Mineralogie, Geologie und Vorgeschichte in Dresden. Seinen Wehrdienst beendete er als Offiziersanwärter, am 26. Mai 1937 beantragte er die Aufnahme in die NSDAP und wurde rückwirkend zum 1. Mai desselben Jahres aufgenommen (Mitgliedsnummer 4.305.777). 1938 bis 1945 war er Kustos an den Geschichtlichen Sammlungen der Stadt Düsseldorf. 1938 wurde er Mitglied des SA-Reitersturms 7/75, trat dann als SS-Untersturmführer zur SS über (Führer beim Rasse- und Siedlungshauptamt, SS-RuSHA - laut sein SSO Akt bei der NARA). 1939 zur Infanterie einberufen, wechselte er 1940 zur Fallschirmtruppe und war im Zweiten Weltkrieg zuletzt als Oberleutnant tätig. 1941/42 habilitierte er an der Friedrich-Wilhelms-Universität Berlin bei Hans Reinerth. Nach amerikanischer Kriegsgefangenschaft im Lager Heilbronn wurde er 1945 aufgrund seiner Kriegsverletzungen in den Ruhestand versetzt. 1958 bis 1974 war er Leiter eines Werksarchivs und einer Werkbücherei in Frankenthal. Dort war er von 1956 bis 1959 Geschäftsführer der Volkshochschule und gründete 1957 als Vorsitzender den Altertumsverein wieder. Auch war er Wiederbegründer des Erkenbertmuseums und seit 1959 redaktioneller Mitarbeiter, dann 1964 bis 1970 Schriftleiter der Zeitschrift Frankenthal. Einst und Jetzt. 1949 rief er die Burschenschaftlichen Blätter wieder ins Leben und war bis 1958 deren Hauptschriftleiter.

## Veröffentlichungen
- Zur Herkunft und Verbreitung der rheinischen Mischkultur der Eisenzeit. In: Mannus. Bd. 24, 1932, S. 420–445, (Dissertation).
- als Herausgeber: Burschenschaftliches Arbeitsbuch. Herausgegeben zum 140. Gründungstag der Deutschen Burschenschaft. Arbeit Gesellschaft für Burschenschaftliche Geschichtsforschung, Frankfurt am Main 1955.
- Dero Stadt Franckenthal. Streiflichter aus der Frankenthaler Stadtgeschichte. Meininger, Neustadt 1962.